# Ring Fit Adventure
Ring Fit Adventure è un videogioco di ruolo d'azione sviluppato e pubblicato da Nintendo per Nintendo Switch (non compatibile con Nintendo Switch Lite).
Il gioco è stato pubblicato in tutto il mondo il 18 ottobre 2019.

## Modalità di gioco
Il gioco include due componenti fisici: 
- Il Ring-Con (un anello flessibile in plastica dura che l'utente deve tenere in mano) dotato di un inserto per il Joy-Con destro.
- Un cinturino per gambe (un pezzo di tessuto da applicare sulla gamba sinistra dell'utente) con l'inserto per il Joy-Con sinistro.

La modalità principale del gioco prevede che il giocatore completi un gioco di ruolo a turni, in cui i movimenti del giocatore e le azioni di battaglia si basano sull'esecuzione di determinate attività fisiche (utilizzando il Ring-Con e il Cinturino per Gambe), sfruttando i sensori di movimento all'interno dei Joy-Con L e R che rilevano il movimento del giocatore. Altre modalità includono routine di fitness generali guidate e giochi in stile party. Queste attività sono incentrate su comuni esercizi di fitness, rendendo il gioco parte degli obiettivi della "qualità della vita" di Nintendo, in linea con un loro gioco simile: Wii Fit.

## Doppiaggio
| Personaggio           | Doppiatore giapponese | Doppiatore italiano |
| --------------------- | --------------------- | ------------------- |
| Ring (voce maschile)  | Yuuki Shin            | Andrea Oldani       |
| Ring (voce femminile) | Shizuka Itō           | Chiara Francese     |